# Thurgovia (Gymnasialverbindung)
Die Thurgovia ist eine gymnasiale Verbindung in Frauenfeld im Kanton Thurgau in der Schweiz mit den Farben grün-weiss-grün. Die Thurgovia ist konfessionslos und politisch neutral, ihre Devise lautet "litteris et amicitiae" (Für Wissenschaft und Freundschaft). Sie widmet sich hauptsächlich dem Lesen und Besprechen von Büchern, der Diskussion über soziale, philosophische und politische Fragen sowie dem gemütlichen Beisammensein.

## Mitglieder
Die Thurgovia besteht momentan aus ca. 400 Mitgliedern. Diese werden aufgeteilt in einen aktiven Teil (Aktivitas) und die älteren Mitglieder (Inaktive oder Altherren). Verbindungsmitglieder erkennt man am grün-weiss-grünen Band mit Goldperkussion (bei Fuxen nur grün-weiss), welches unter dem Jacket von der rechten Schulter bis zur linken Hüfte hängend getragen wird. Ausserdem tragen die Mitglieder ein weisses Couleur mit grünem Saum sowie einen Bierzipfel.

### Aktivitas
Als Mitglied der Aktivitas gilt man solange, bis man die Mittelschule abschliesst und somit die Kantonsschule Frauenfeld verlässt, den geforderten Notenschnitt an der Schule nicht mehr erfüllen kann oder von der Verbindung ausgeschlossen wird. In diesen Fällen wird man als "inaktiv" eingestuft und wartet auf die Rückkehr in die Aktivitas oder den Eintritt in die Altherrengemeinschaft.
Die Aktivitas, bestehend aus Fuxen und Burschen (Präsident, Contra-Präsident, Cantusmagister, Quästor, Aktuar und Fuxmajor), trifft sich wöchentlich jeden Freitag und feiert eine Kneipe (Beisammensein unter Regeln). Ausserdem trifft sie sich an speziellen Anlässen mit der Altherrenschaft (z. B. Weihnachtskommers, Altherrenkommers etc.).

### Altherrenverband
In den Altherrenstatus wird man nach Abschluss der Kantonsschule Frauenfeld und einem Jahr Inaktivenstatus berufen. Die Altherren treffen sich fakultativ (die Kneipen der Aktivitas sind für normal obligatorisch) wöchentlich am Samstag.

## Geschichte
Der spätere Bundesrat und Zofinger Ludwig Forrer gründete am 21. November 1862 die Thurgovia mit dem Zweck «[...] die Mitglieder im deutschen Vortrag zu üben und ihnen gesellschaftliche Unterhaltung zu verschaffen.» (§1 der Statuten). Als Devise wird litteris et amicitiae (Wissenschaft und Freundschaft) gewählt.
1874 wurde die Thurgovia nach Verbot und Auflösung von Dr. Hans Brunner neu gegründet. 1919 erfolgte eine Kartellgründung mit der Vitodurania, Scaphusia und Rhetorika.
Im Jahre 2006 erhielt die Thurgovia einen neuen Keller. Das alte Kühllager des Brauhauses Sternen wurde renoviert und umgebaut und stellt bis heute den neuen Treffpunkt für die Kneipen am Freitagabend dar.
Bis heute bestehen von den anfänglich mindestens 7 bestehenden Verbindungen in der Kantonshauptstadt der Thurgovia zwei weitere: die Concordia (Sportverbindung) und die Licornia (Damenverbindung), während die anderen, aufgrund von rechtlichen, sozialen oder politischen Problemen oder mangels Nachwuchses, aufgelöst oder verboten und nicht neu gegründet wurden.

## Kartell
Im Jahr 1919 gründet die Thurgovia zusammen mit der Scaphusia Schaffhausen (Gründung 1858), der Vitodurania aus Winterthur (Gründung 1863) und der Rhetorika aus St. Gallen (Gründung 1869, Aktivitas aufgelöst) ein Kartell bestehend aus drei Verbindungen aus der Deutschschweiz. Mit engem Zusammenhalt und regelmässigen Zwei- oder Mehrfärbern besteht die Gemeinschaft bis heute.

## Bekannte Mitglieder
Aus der Thurgovia sind unter anderem die zwei Bundesräte Ludwig Forrer und Heinz (Heinrich) Häberlin, fünf Regierungsräte, zehn eidgenössische Parlamentarier, fünfzehn Hochschulprofessoren, der Nobelpreisträger Walter Rudolf Hess und zwei Oberstkorpskommandanten hervorgegangen.